# Igreja de Nossa Senhora das Mercês (Ilha da Cotinga)
A Ermida de Nossa Senhora das Mercês da Ilha da Cotinga, localizada na baía de Paranaguá, litoral do estado brasileiro do Paraná, é a primeira igreja construída em território paranaense.

## História
Erguida em 1677 pelos primeiros habitantes da futura província do Paraná, a igreja foi demolida 22 anos depois, em 1699, com a intenção de aproveitar o seu material e estrutura na construção da Igreja de São Benedito, já em território continental.
Em 1993 a Ermida de Nossa Senhora das Mercês foi reconstruída em seu local original e recebeu reformas no ano de 2000 (para os festejos dos 500 anos de descobrimentos do Brasil) e atualmente a igreja esta abandonada, porém, existe a intenção da prefeitura do município de Paranaguá de reforma-la e transforma-la em atração turística.
Desde 2016, foram retomadas na área externa da ermida missas campais, que ocorrem anualmente no dia 24 de setembro, dia de Nossa Senhora das Mercês. 
Existe um projeto da prefeitura de Paranaguá encaminhado ao Governo Federal com o objetivo de reformar a ermida e fomentar o turismo.